# Ute Steyer
Ute Steyer (ur. 13 maja 1967) – szwedzka rabin, pierwsza kobieta rabin w tym kraju oraz ogólnie w krajach nordyckich.
Jej rodzice byli dyplomatami. Matka była Sefardyjką, a ojciec był Aszkenazyjczykiem. Dorastała w Atenach, Berlinie i Londynie. W roku 1992 przybyła do Szwecji, studiowała ekonomię w Lund i w Sztokholmie. W latach dziewięćdziesiątych pracowała w Szwedzkiej Izbie Gospodarczej oraz w przedsiębiorstwie komunikacyjnym Ericsson. Zainteresowana filozofią i żydowskimi tekstami, podjęła studia w nowo otworzonym instytucie judaistyki Padeia w 2001. Doprowadziło to do podjęcia decyzji wykształcenia się na rabina. Studiowała w Izraelu oraz w Jewish Theological Seminary w USA. W roku 2009 wyświęcona została na rabina. Następnie była doktorantem w Uniwersytecie Hebrajskim w Jerozolimie oraz w seminarium teologicznym w Nowym Jorku.
Od stycznia 2015 Ute Steyer obejmuje pozycję rabina w Wielkiej Synagodze w Sztokholmie.